# John Saffin
John Saffin (geboren am 22. November 1626 in Exeter, England; gestorben am 18. Juli 1710 in Bristol, Massachusetts) war ein neuenglischer Kaufmann, Jurist und Gelegenheitsdichter.

## Leben und Werk
Saffin, als Kind puritanischer Eltern in England geboren, siedelte 1634 im Alter von acht Jahren mit seiner Familie in die Massachusetts Bay Colony über. Im Mannesalter erwarb er als Kaufmann beträchtlichen Wohlstand und diente lange Jahre in wechselnden Positionen in verschiedenen Gremien der Kolonie. So war er 1686 der letzte Sprecher des Repräsentantenhauses der Kolonie Massachusetts unter der ursprünglichen Charta, und nach deren Widerruf und der Umwandlung von Massachusetts in eine Kronkolonie ab 1701 Richter am Obersten Gerichtshof.
Im Jahr 1700 ließ sich Saffin auf einen mehrjährigen und von der Bostoner Öffentlichkeit mit großem Interesse verfolgten Konflikt mit Samuel Sewall um die Frage der Rechtmäßigkeit der Sklaverei ein. Saffin, der sein Vermögen unter anderem mit Sklavenhandel erworben hatte, hatte gegen 1694 seinem Sklaven Adam versprochen, ihn binnen sieben Jahren in die Freiheit zu entlassen, so er sich gehorsam zeige und hart arbeitete. Als der Sklave 1700 auf die Einlösung des Versprechens drängte, verwehrte ihm Saffin jedoch die Freilassung, und so entlief er und suchte bei Sewall Schutz. Sewall und Saffin lieferten sich in den nächsten Jahren langwierige Gerichtsprozesse, die schließlich in der Freilassung des Sklaven mündeten. Nachdem Sewall 1700 sein abolitionistisches Traktat The Selling of Joseph veröffentlicht hatte, um seine Standpunkte auch im Druck verbreiten zu können, veröffentlichte Saffin 1701 seinerseits eine Rechtfertigungsschrift (A Brief and Candid Answer to a Late Printed Sheet, Entituled, The Selling of Joseph). Darin stellte er die Sklaverei als einen gottgewollten Zustand dar; in einem angefügten achtzeiligen Gedicht The Negro Character führte er weiter aus, dass der Schwarze von Natur aus feig, lüstern, rachsüchtig, verschlagen und grob sei.
Die lyrischen Werke Saffins blieben bis weit nach seinem Tod unbekannt. Erst zu Beginn des 20. Jahrhunderts vermachte einer seiner Nachkommen Saffins commonplace book der Rhode Island Historical Society. 1928 erschien ein Faksimile dieses 198 Seiten umfassenden Notizbuchs, das unter anderem Briefe, persönliche und geschäftliche Notizen sowie rund 50 Gedichte aus einem Zeitraum von über 40 Jahren enthält. Saffins Gedichte umfassen ein weites Spektrum lyrischer Formen. Wie viele seiner Zeitgenossen versuchte er sich an Anagrammen und Akrosticha, Elegien, Satiren und Gelegenheitsgedichten, sowie Eulogen und Epitaphen, darunter eines für seinen verstorbenen Sohn Thomas, sowie mehreren Gedichten über seine 1678 verstorbene Frau Martha. Diese sind wie die weiteren Liebesgedichte recht unüblich für seine Zeit; das Sujet findet sich in der Puritanerliteratur allenfalls noch bei Anne Bradstreet.